# Friedrich Glum
Friedrich Glum (* 9. Mai 1891 in Hamburg; † 14. Juli 1974 in München) war von 1922 bis 1937 Generaldirektor der Kaiser-Wilhelm-Gesellschaft.

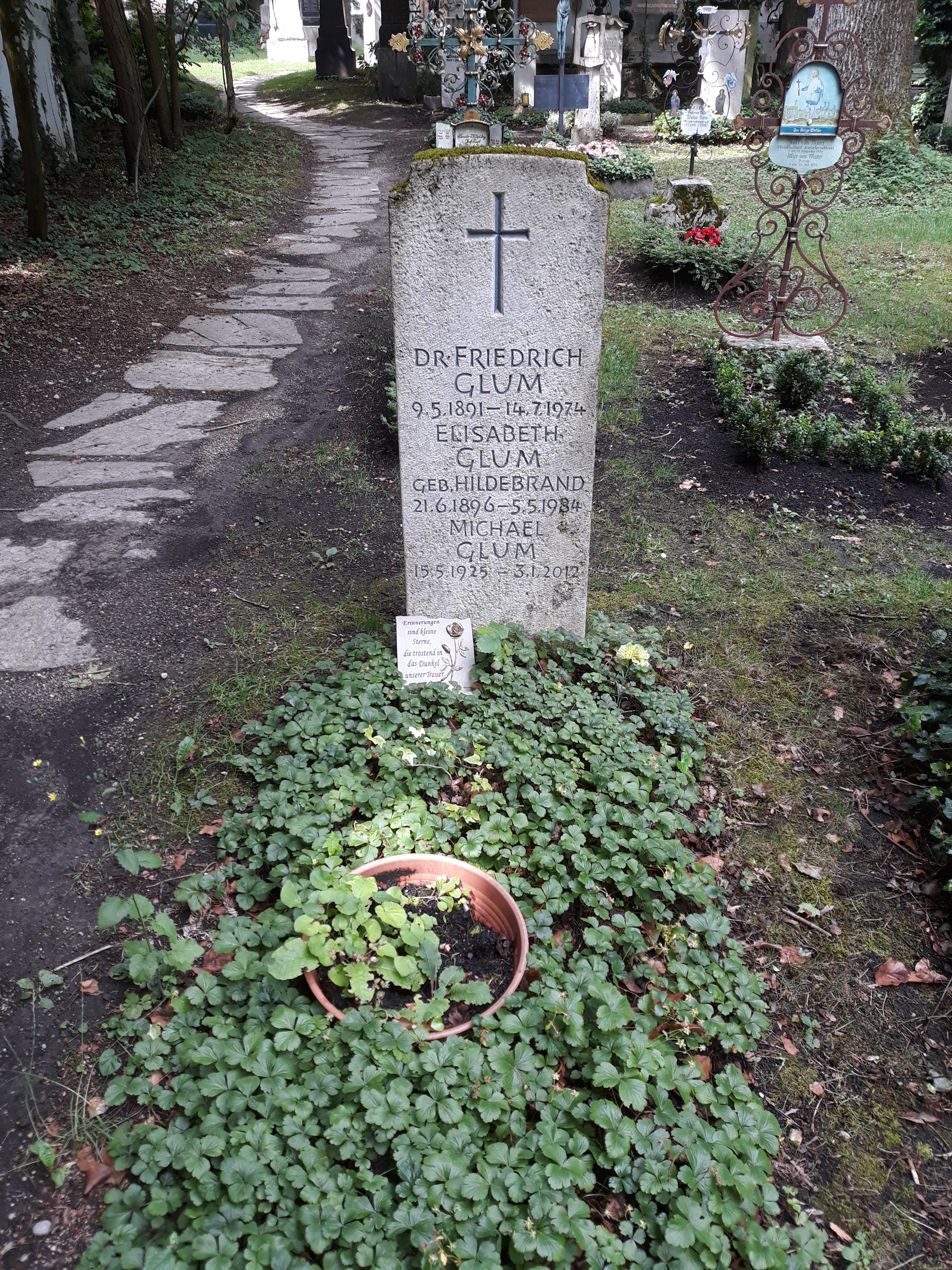
Das Familiengrab von Friedrich Glum auf dem Friedhof Neuhausen in München.

## Leben und Wirken
Friedrich Glum entstammte einer evangelischen Arztfamilie aus dem Rheinland. Nach dem Besuch des Ludwig-Georgs-Gymnasiums in Darmstadt studierte er seit 1911 Jura und Nationalökonomie in München, Kiel, Berlin und Bonn. 1916 legte er in Kassel das erste juristische Examen ab. Anschließend begann er die Referendarsausbildung am Amtsgericht von Eitorf an der Sieg, bis er als Soldat eingezogen wurde. 
Seine Promotion schloss er 1920 in Tübingen ab. Die Habilitation folgte 1923 in Berlin. 1930 wurde Glum zum nichtbeamteten außerordentlichen Professor für Staats- und Verwaltungsrecht an der Berliner Universität ernannt, nachdem er zuvor schon als Privatdozent in Bonn gelehrt hatte. 
1920 trat Glum in die Kommunalabteilung des Preußischen Innenministeriums ein. Ebenfalls 1920 wurde er nebenamtlicher Generalsekretär der Kaiser-Wilhelm-Gesellschaft. Ab 1922 übte Glum diese Tätigkeit, nun unter dem Titel eines Direktors der Kaiser-Wilhelm-Gesellschaft, hauptberuflich aus. 1923 erhielt er den Titel eines Geschäftsführenden Mitgliedes des Verwaltungsausschusses. In der Kaiser-Wilhelm-Gesellschaft war er von 1930 bis 1937 Mitglied des Senats.
Glum war von 1931 bis 1933 Mitglied der Deutschnationalen Volkspartei (DNVP). 1937 wurde er nach Angriffen nationalsozialistischer Zeitungen zum Rücktritt von seinen Ämtern in der Kaiser-Wilhelm-Gesellschaft gezwungen.
Danach versuchte Glum, trotz der Unterstützung von Gustav Krupp von Bohlen und Halbach, vergeblich eine Anstellung im Bankgewerbe zu finden. Er schlug sich stattdessen als selbständiger Finanz- und Grundstücksmakler durch, bis er im Oktober 1943 eine Anstellung als Hilfsarbeiter in der juristischen Abteilung des Stickstoff-Syndikates fand.
Von 1946 bis 1952 war Glum als Ministerialdirigent in der Bayerischen Staatskanzlei tätig. In dieser Funktion spielte er eine wichtige – meist bremsende – Rolle beim Aufbau der Deutschen Forschungshochschule und beim Zustandekommen des Staatsabkommen über die Errichtung einer deutschen Forschungshochschule in Berlin-Dahlem und die Finanzierung deutscher Forschungsinstitute, das am 3. Juni 1947 zwischen den Ländern Bayern, Württemberg-Baden und Hessen abgeschlossen wurde. Sein direkter Gegenspieler dabei war bis Anfang 1948 der für das OMGUS arbeitende Bildungsreformer Fritz Karsen, der es aber häufig auch verstand, in den Verhandlungen mit Glum Kompromisse auszuhandeln und so dessen Blockadepolitik zu unterlaufen.
Er konvertierte zum Katholizismus und wurde Mitglied der Christlich-Sozialen Union (CSU). Aus der Kaiser-Wilhelm-Gesellschaft zog er sich 1950 endgültig zurück, nachdem er im Kampf um die Führung der Generalverwaltung gegen Ernst Telschow unterlegen war.

## Schriften (Auswahl)
- Zehn Jahre Kaiser-Wilhelm-Gesellschaft zur Förderung der Wissenschaften, in: Die Naturwissenschaften Heft 18, 1921, Seite 293–300.
- Selbstverwaltung der Wirtschaft. Eine öffentlich rechtliche Studie, Berlin: Sack 1924.
- Der deutsche und der französische Reichswirtschaftsrat, 1929.
- Das geheime Deutschland. Die Aristokratie der demokratischen Gesinnung, 1930.
- Philosophen im Spiegel und Zerrspiegel, 1954.
- Die britische Demokratie. Verfassung und politische Struktur Großbritanniens, 1956.
- Die französische Demokratie. Verfassung und politische Struktur Frankreichs, 1956.
- Jean Jacques Rousseau, Religion und Staat, 1956.
- Politik. Eine Staats- und Bürgerkunde, 1959.
- Die Rolltreppe, 1960.
- Im Schatten des Dämons. Romanhaftes Zeitbild Deutschlands aus den Jahren 1933–1945, München: Günter Olzog, 1962.
- Der Nationalsozialismus, 1962.
- Zwischen Wissenschaft, Wirtschaft und Politik. Erlebtes und Erdachtes in vier Reichen, 1964.
- Das parlamentarische Regierungssystem in Deutschland, Grossbritannien und Frankreich, 1965.
- Die staatsrechtliche Struktur der Bundesrepublik Deutschland, 1965.
- Die amerikanische Demokratie. Geschichte, Verfassung, Gesellschaft, Politik, 1966.
- Konservativismus im 19. Jahrhundert, 1969.